# Postupim

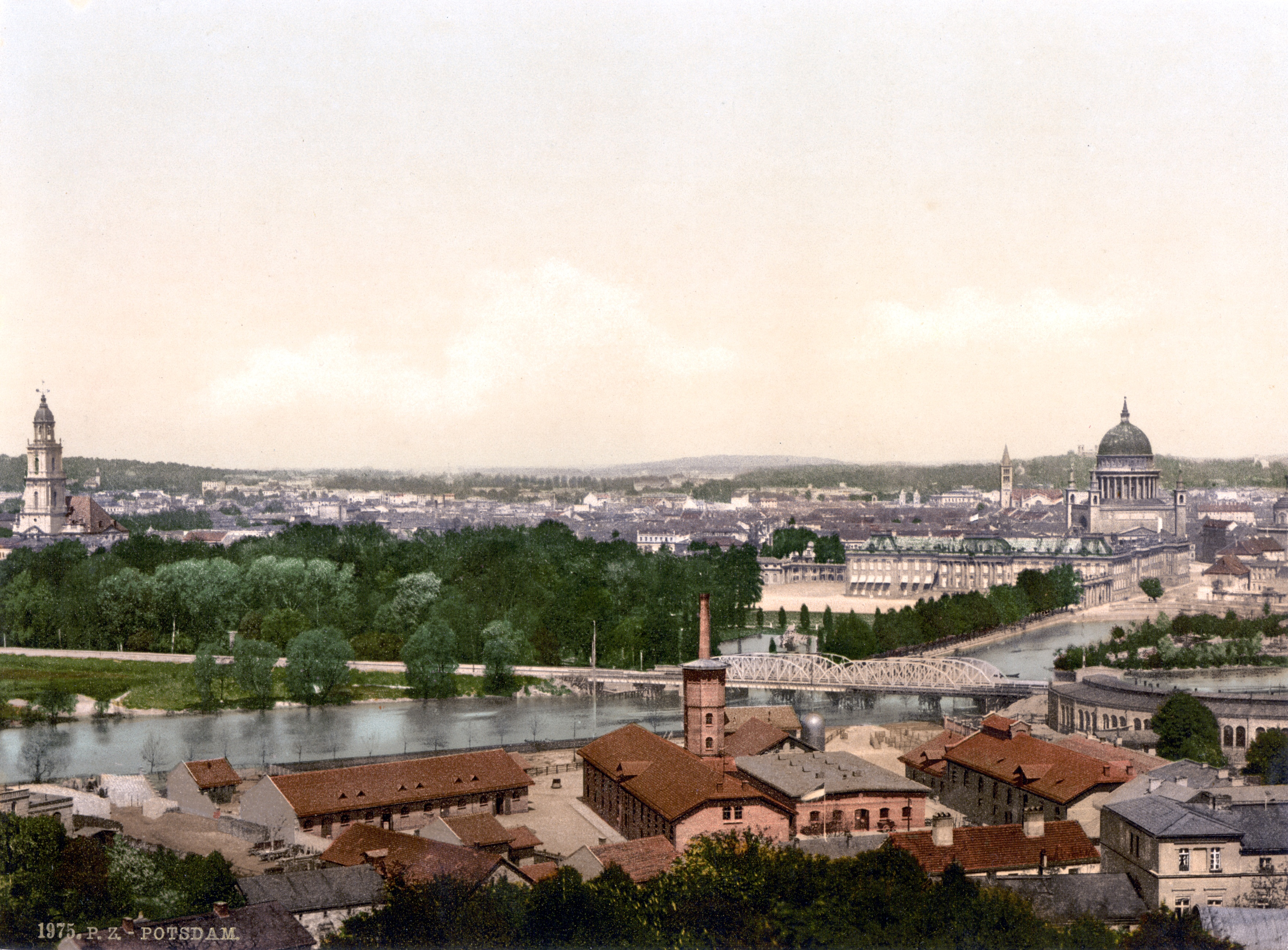
Historická pohlednice města
(kolem roku 1900)

Postupim (německy Potsdam) je hlavní město spolkové země Braniborsko, a to od jejího obnovení v roce 1990. Leží na řece Havole asi 26 kilometrů jihozápadně od centra Berlína u jeho hranic, žije zde přibližně 187 tisíc obyvatel.

## Historie
V roce 993 je prvně zmiňována slovanská osada, s tehdejším názvem Poztupimi. V roce 1220 tu byl vybudován hrad, ve 14. století pak Postupim získala městská práva. V období let 1682 až 1682 tu vznikl císařský zámek.
V novodobé historii Evropy je Postupim známa jako místo konání postupimské konference v roce 1945. Mezi lety 1949 a 1990 byla Postupim pohraničním městem v Německé demokratické republice na hranici se Západním Berlínem, byla známa výrobou gramofonových desek.
Ve městě sídlí velitelství Česko-slovenské bitevní skupiny.

## Pamětihodnosti
- rokokový zámek Sanssouci – zbudovaný jako letní sídlo Fridricha II. Velikého v letech 1745–1747, umístěný v rozsáhlém parku, kde se dále nachází Neues Palais (Nový palác) a další menší stavby (čínská čajovna, zámek Charlottenhof)
- Braniborská brána – tzv. „malá“ Braniborská brána (na rozdíl od Braniborské brány v Berlíně)
- Cecilienhof – místo konání postupimské konference, dnes muzeum
- klasicistní kostel sv. Mikuláše
- kostel sv. Petra a Pavla
- Alexandrowka – ruská čtvrť s pravoslavným kostelem a dřevěnými stavbami
- Weberviertel – česká kolonie Nowawes, vzniklá za Fridricha II. Velikého po roce 1750 pro české protestantské emigranty, zejména tkalce a přadleny; jejím centrem je Weberplatz s kostelem a pomníkem Komenského, historii lokality ukazuje Nowaweser Weberstube v Karl-Liebknecht-Strasse 23
- holandská čtvrť – vzniklá mezi lety 1734 a 1742; sestává z asi 150 cihlových domů v holandském stylu (bez omítky, s bílými spárami)
- Bornstedt – „italská vesnice“
- Glienicker Brücke – procházela jím bývalá hranice mezi NDR a Západním Berlínem, místo vzájemné výměny špionů

### UNESCO
Zahrady, zámek Sanssouci a další stavby (500 ha parků a 150 budov postavených v letech 1730–1916) v roce 1990 byly zapsány (dále rozšířeno 1992 a 1999) na seznam světového dědictví UNESCO pod názvem Paláce a parky v Postupimi a Berlíně, neboť zasahuje až do berlínské části Zehlendorf.

## Doprava
Postupim má vlastní síť tramvajové dopravy, v minulosti zde také jezdily trolejbusy. Díky své blízkosti s metropolí disponuje také i dobrým napojením na dálniční síť Německa (Postupim obchází dálniční okruh kolem Berlína).

## Cestovní ruch
Město patří k vyhledávaným turistickým místům, a to jak díky zámku Sanssouci s rozsáhlým parkem, tak i kvůli svému významu na konci druhé světové války.

## Partnerská města
- Bobigny, Francie, 1974
- Bonn, Německo, 1988
- Jyväskylä, Finsko, 1985
- Lucern, Švýcarsko, 2002
- Opole, Polsko, 1973
- Perugia, Itálie, 1990
- Sioux Falls, USA, 1990
- Versailles, Francie, 2016
- Zanzibar, Tanzanie, 2017